# Шорр, Рихард
Ри́хард Шорр (нем. Richard Reinhard Emil Schorr, 1867—1951) — немецкий астроном.

## Биография
С 1889 по 1891 работал помощником редактора Astronomische Nachrichten в обсерватории в Киле. C 1892 работал в Гамбургской обсерватории, сначала в качестве наблюдателя, а после смерти в 1900 году директора обсерватории Г. Рюмкера Шорр стал директором обсерватории. Главной его задачей в первые годы работы было строительство нового здания обсерватории в Бергедорфе (район Гамбурга). Новое здание обсерватории открылось в 1912.
Основные труды Шорра относятся к астрометрии, исследованиям звёзд и наблюдениям солнечных затмений. С 1905 по 1928 он организовал 8 экспедиций для наблюдения солнечных затмений в разных частях мира, в 7 из них принимал участие сам.
Шорр был инициатором составления ряда звёздных каталогов, наиболее известным из которых является AGK2, работы по составлению которого шли с 1913 по 1920. За это время Шорр с коллегами обнаружили 30 новых астероидов и одну новую комету, D/1918 W1 (Шорр).
Шорр сотрудничал с известным оптиком Б. Шмидтом, которому выделил место в обсерватории для проведения работ. Шмидт изготовил несколько новых телескопов для обсерватории, а в 1930 разработал конструкцию камеры Шмидта — телескопа с единственной аберрацией — кривизной поля и удивительными качествами: чем больше светосила камеры, тем лучше изображения, которые она даёт, и больше поле зрения. Шорр предложил Шмидту построить первую камеру Шмидта в Гамбургской обсерватории.
После прихода к власти нацистов Шорр ушёл в отставку с поста директора Гамбургской обсерватории. Вопреки пожеланиям нацистских властей, Шорр сумел сделать своим преемником на посту директора обсерватории О. Хекмана.
В его честь названы кратер на Луне и астероид № 1235 — Шоррия.
Астероид (725) Аманда, открытый в 1911 году, назван в честь его жены.